# Tempestade tropical Ingrid (2007)
A Tempestade tropical Ingrid foi um ciclone tropical que se formou e passou a leste das Pequenas Antilhas durante toda a sua duração e em nenhum momento ameaçou terras emersas. Ingrid foi a nona tempestade que recebeu um nome da temporada de furacões no Atlântico de 2007. Ganhou status de tempestade tropical em 13 de setembro de 2007, cerca de 1355 km a leste das Pequenas Antilhas. Ventos de cisalhamento estiveram presentes em toda a duração de Ingrid. Estes ventos se fortaleceram e Ingrid se dissipou em 17 de setembro de 2007.

## História meteorológica

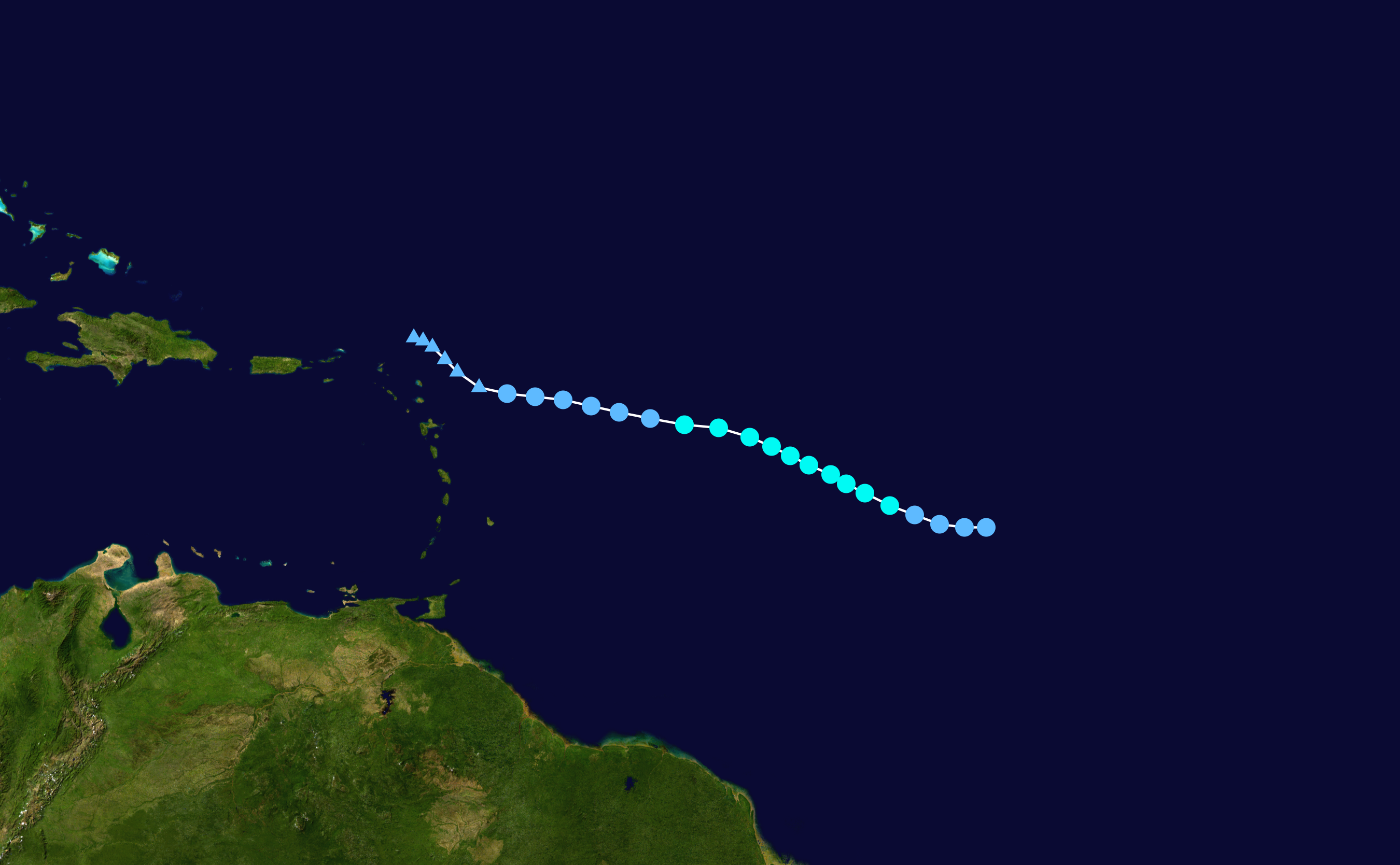
O caminho de Ingrid

Ingrid formou-se de uma grande onda tropical que deixou a costa ocidental da África em 6 de setembro. Naquele momento, fortes ventos de cisalhamento orientais inibiram o desenvolvimento da onda na parte leste do Atlântico Norte. estas condições se mantiveram até 9 de novembro, quando uma grande área de baixa pressão formou-se ao longo com o eixo da onda, cerca de meio caminho entre a África e as Pequenas Antilhas. Os ventos de cisalhamento orientais diminuíram gradualmente nos dias seguintes, que permitiu ao sistema manter a convecção de ar perto de seu centro em 11 de setembro. Neste momento, estimativas usando a técnica Dvorak começaram. Na manhã de 12 de setembro, o sistema adquiriu organização suficiente para ser declarado pelo Centro Nacional de Furacões como uma depressão tropical enquanto estava localizado a 1.815 km a leste das Pequenas Antilhas.
A depressão moveu-se em geral para oeste, ao sul de uma crista de médios níveis. Apesar dos ventos de cisalhamento orientais moderados, a depressão tornou-se uma tempestade tropical por volta das 06:00 UTC de 13 de setembro, a cerca de 1.350 km a leste das Pequenas Antilhas e alcançou o seu pico de intensidade, com ventos constantes de 75 km/h 12 horas depois. Ventos de cisalhamento orientais persistentes, formadas por um cavado de alta troposfera meso-atlântica mais forte que o normal localizado a oeste-noroeste do ciclone preveniu um fortalecimento adicional. Nas 24 horas seguintes, os ventos de cisalhamento intensificaram-se, o que resultou no enfraquecimento de Ingrid, que se tornou uma depressão tropical por volta das 18:00 UTC de 15 de setembro. Ingrid continuou sendo uma depressão tropical por um pouco mais de um dia antes de se degenerar numa área de baixa pressão remanescente por volta das 06:00 UTC de 17 de setembro, localizada a cerca de 260 km a leste-nordeste de Antígua. Os remanescentes de Ingrid moveram-se lentamente para noroeste e para oeste-noroeste, anexada a uma corrente de ar de superfície. A área de baixa pressão dissipou-se no dia seguinte.

## Preparativos e impactos
Não houve qualquer tipo de preparativos nem impactos relacionados à Ingrid. Porém, os remanescentes de Ingrid trouxeram chuva forte para Antígua e para São Martinho, onde choveu 38 mm em uma hora, que causou alguns alagamentos de curta duração. Nenhuma estação meteorológica ou navio registrou ventos associados à Ingrid.